# Тересін (гміна Лісневичі)
Тересін (пол. Teresin) — село в Польщі, у гміні Лісневичі Холмського повіту Люблінського воєводства. Населення — 194 особи (2011).

## Історія
За даними етнографічної експедиції 1869—1870 років під керівництвом Павла Чубинського, у селі здебільшого проживали польськомовні римо-католики, меншою мірою — українськомовні греко-католики.
У 1975—1998 роках село належало до Холмського воєводства.

## Демографія
Демографічна структура станом на 31 березня 2011 року:
|          | Загалом | Допрацездатний вік | Працездатний вік | Постпрацездатний вік |
| -------- | ------- | ------------------ | ---------------- | -------------------- |
| Чоловіки | 88      | 24                 | 56               | 8                    |
| Жінки    | 106     | 24                 | 52               | 30                   |
| Разом    | 194     | 48                 | 108              | 38                   |